# Засекин, Семён Иванович Баташев
Князь Семён Иванович Засекин Баташев — голова и воевода в царствование Ивана IV Васильевича Грозного.
Младший сын князя Ивана Фёдоровича Засекина по прозванию "Баташ". Имел бездетного брата, упомянутого в 1543 и 1564 годах воеводой, князя Ивана Ивановича Засекина по прозванию "Елдаш", убитого разбойниками.

## Биография
В Дворовой тетради записан тысячником 3-й статьи из Ярославских князей (1550). В октябре 1551 года записан тридцать третьим в третью статью московских детей боярских.  В январе 1560 года упомянут четвёртым головою Большого полка во время похода из Пскова к Алысту и иным порубежным городам при боярине князе Мстиславском, а по взятии Алыста отправлен под Вильян первым головою при боярине Морозове, тоже в Большом полку. Голова у 2-го воеводы большого полка под Вильно (1560). Воевода в Пронске (1562). В Полоцком походе записан есаулом (1562-1563). Первый воевода в Карачеве (1563-1564), потом 2-й воевода полка левой руки в Калуге, где сперва был в Сторожевом полку, а потом второй воевода в полку войск левой руки.  Имел поместье Мауркино (100 четвертей доброй земли) в Московском уезде,
Сослан в Казань (1565). Оставлен на поселение в казанском крае после амнистии (май 1565). Имел двор в Казани, который купил у сына боярского Жилы Чемодурова (1565-1568).
Казнён по делу И.П. Фёдорова вместе с Иваном Юрьевичем Смелого-Засекиным (после 22 марта 1568), упомянут в синодике опальных.
По родословной росписи показан бездетным.